# Ґвіздали
Ґвіздали (пол. Gwizdały) — село в Польщі, у гміні Лохув Венґровського повіту Мазовецького воєводства.
Населення — 610 осіб (2011).
У 1975-1998 роках село належало до Седлецького воєводства.

## Демографія
Демографічна структура станом на 31 березня 2011 року:
|          | Загалом | Допрацездатний вік | Працездатний вік | Постпрацездатний вік |
| -------- | ------- | ------------------ | ---------------- | -------------------- |
| Чоловіки | 291     | 56                 | 207              | 28                   |
| Жінки    | 319     | 78                 | 176              | 65                   |
| Разом    | 610     | 134                | 383              | 93                   |